# ريتشارد ألونزو
ريتشارد ألونزو (بالإنجليزية: Richard Alonzo)‏ هو فنان ماكياج أمريكي، ولد في القرن العشرين في الولايات المتحدة.

## وصلات خارجية
- ريتشارد ألونزو على موقع IMDb (الإنجليزية)
- ريتشارد ألونزو على موقع قاعدة بيانات الفيلم (الإنجليزية)